# Miltiades Iatru
Miltiades Iatru fou un ciclista grec. Va competir als Jocs Olímpics d'Estiu de 1896.
Iatru competí en la cursa en carretera, una competició de 87 quilòmetres que portava ciclistes des d'Atenes fins a Marató i tornar. No va acabar entre els tres primers, encara que el seu lloc exacte es troba entre el quart i el setè, ja que la seva marca no es va registrar.